# Труд (Болгарія)
Труд (болг. Труд) — село в Пловдивській області Болгарії. Входить до складу общини Мариця.

## Населення
За даними перепису населення 2011 року у селі проживали 4017 осіб.
Національний склад населення села:
| Національність   | Кількість осіб | Відсоток |
| ---------------- | -------------- | -------- |
| болгари          | 3324           | 96,2%    |
| цигани           | 99             | 2,9%     |
| турки            | 15             | 0,4%     |
| інша             | 12             | 0,3%     |
| не визначились   | 4              | 0,1%     |
| Всього відповіли | 3454           |          |

Розподіл населення за віком у 2011 році:
Динаміка населення: